# هانیه رستمیان
هانیه رستمیان (زادهٔ ۲۰ شهریور ۱۳۷۷ در دامغان) ورزشکار رشته تیراندازی با تپانچه و عضو تیم ملی تیراندازی بانوان ایران است. او پرچمدار کاروان ورزشی ایران در بازی‌های المپیک تابستانی ۲۰۲۰ نیز بود. او همچنین اولین سهمیه ورزش ایران را برای بازی‌های المپیک تابستانی ۲۰۲۴ به دست آورد.

## دوران حرفه‌ای
هانیه از ۱۲سالگی تیراندازی را شروع کرد و بعد از دو سال اولین مدال آسیایی خود را گرفت. او رکورددار نوجوانان جهان و نوجوانان و جوانان ایران است. در مسابقات قهرمانی جهان هند ۲۰۱۹ با کسب مدال برنز، نخستین مدال تاریخ بانوان تپانچه را گرفت و تاریخ ساز شد.

## بازی‌های آسیایی
هانیه رستمیان در بازی‌های آسیایی ۲۰۲۲ حضور داشت که موفق به کسب مدال برنز تیمی میکس تپانچه بادی ۱۰ متر به همراه امیر جوهری‌خو شد. او در ماده‌های دیگری نیز در این مسابقات به رقابت پرداخت.
| دوره | میزبان           | ورزشکار       | رویداد                       | مقدماتی | مقدماتی | فینال                          | فینال       |    |
| دوره | میزبان           | ورزشکار       | رویداد                       | امتیاز  | رتبه    | امتیاز                         | رتبه        |    |
| ---- | ---------------- | ------------- | ---------------------------- | ------- | ------- | ------------------------------ | ----------- | -- |
| ۲۰۱۸ | جاکارتا، اندونزی | هانیه رستمیان | تپانچه ۲۵ متر                | ۵۶۱     | ۲۷      | راه نیافت                      | راه نیافت   |    |
| ۲۰۱۸ | جاکارتا، اندونزی | هانیه رستمیان | تپانچه بادی ۱۰ متر تیمی میکس | ۵۷۵     | ۹       | راه نیافتند                    | راه نیافتند |    |
| ۲۰۲۲ | هانگژو، چین      | هانیه رستمیان | تپانچه بادی ۱۰ متر           | ۵۷۳     | ۱۵      | راه نیافت                      | راه نیافت   |    |
| ۲۰۲۲ | هانگژو، چین      | هانیه رستمیان | تپانچه بادی ۱۰ متر تیمی      |         |         | ۱۷۱۴                           | ۵           | ۵  |
| ۲۰۲۲ | هانگژو، چین      | هانیه رستمیان | تپانچه بادی ۱۰ متر تیمی میکس | ۵۷۵     | ۳ QB    | مدال برنز · پاکستان · W ۱۶ –۱۴ | 3           |    |
| ۲۰۲۲ | هانگژو، چین      | هانیه رستمیان | تپانچه ۲۵ متر                | ۵۸۴     | ۶ Q     | ۱۴                             | ۶           |    |
| ۲۰۲۲ | هانگژو، چین      | هانیه رستمیان | تپانچه ۲۵ متر تیمی زنان      |         |         | ۱۶۹۳                           | ۱۰          | ۱۰ |

## کسب سهمیه المپیک
- هفتمی در مسابقات تپانچه بادی ۱۰ متر انتخابی المپیک تابستانی ۲۰۲۰ و کسب سهمیه با حضور در فینال مسابقات تیراندازی قهرمانی آسیا ۲۰۱۹.[۸]
- وی در چهاردهمین دوره مسابقات تیراندازی قهرمانی آسیا و کسب سهمیه المپیک از ۱۴ تا ۲۳ آبان ماه ۱۳۹۸ در دوحه، قطر برگزار شد، توانست سومین سهمیه المپیک تابستانی ۲۰۲۰ در رشته تیراندازی (در تپانچه بادی ۱۰ متر زنان) را برای ایران به دست آورد. (سهمیه‌های قبلی را نجمه خدمتی و آرمینا صادقیان گرفته‌بودند)[۹][۱۰]
- هانیه رستمیان در مسابقات قهرمانی جهان مصر با قرارگرفتن در رده پنجم تپانچه ۲۵ متر به عنوان اولین ایرانی سهمیه بازی‌های المپیک ۲۰۲۴ پاریس را گرفت.[۱۱]

## المپیک
| سال  | میزبان        | رویداد                       | مقدماتی | مقدماتی | فینال       | فینال       | منبع          |
| سال  | میزبان        | رویداد                       | امتیاز  | رتبه    | امتیاز      | رتبه        | منبع          |
| ---- | ------------- | ---------------------------- | ------- | ------- | ----------- | ----------- | ------------- |
| ۲۰۲۰ | توکیو، ژاپن   | تپانچه بادی ۱۰ متر           | ۵۷۶     | ۱۰      | راه نیافت   | راه نیافت   | [ ۱۲ ] [ ۱۳ ] |
| ۲۰۲۰ | توکیو، ژاپن   | تپانچه ۲۵ متر                | ۵۷۷     | ۲۸      | راه نیافت   | راه نیافت   | [ ۱۴ ]        |
| ۲۰۲۰ | توکیو، ژاپن   | تپانچه بادی ۱۰ متر تیمی میکس | ۶۸۲     | ۵       | راه نیافتند | راه نیافتند | [ ۱۵ ]        |
| ۲۰۲۴ | پاریس، فرانسه | تپانچه بادی ۱۰ متر           | ۵۷۱     | ۲۲      | راه نیافت   | راه نیافت   | [ ۱۶ ] [ ۱۷ ] |
| ۲۰۲۴ | پاریس، فرانسه | تپانچه ۲۵ متر                |         |         |             |             |               |